# Flora M’mbugu-Schelling
Flora M'mbugu-Schelling là một nhà làm phim tài liệu người Tanzania, nổi tiếng với bộ phim These Hands.

## Đời sống
Sinh ra ở Tanzania, Flora M'mbugu-Schelling đã học tại Trường Báo chí Tanzania trước khi học thêm ở Đức và Pháp. Bộ phim đầu tay của cô, Kumekucha (1987), đã giành huy chương vàng tại Liên hoan phim quốc tế New York. These Hands ghi lại công việc của những người phụ nữ tị nạn Mozambique, làm việc phá đá trong một mỏ đá ở Tanzania.

## Đóng phim
- Kumekucha [ Từ mặt trời lên ], 1987
- Những bàn tay này, 1992
- Shida và Matatizo, 1993